# Мирне (Тернопільський район)
Ми́рне — село в Україні, у Підгаєцькій міській громаді Тернопільського району Тернопільської області. Розташоване в південній частині району, на річці Коропець. До 1990 року належало до Бережанського району. Адміністративний центр колишньої сільради. До Мирного приєднано хутір Стадниця (проживають 5 родин). До 1964 року село називалося Теляче. 
Населення — 657 осіб (2001).

## Населення

### Мова
Розподіл населення за рідною мовою за даними перепису 2001 року:
| Мова       | Кількість | Відсоток |
| ---------- | --------- | -------- |
| українська | 656       | 99.85%   |
| білоруська | 1         | 0.15%    |
| Усього     | 657       | 100%     |

## Історія
Перша писемна згадка — 8 лютого 1440 року в протоколах галицького суду. Зміст запису доводить існування села задовго до цієї дати.
1919 польські поселенці вилами вбили 19 поранених січовиків.
Діяли «Просвіта», «Сільський господар», «Рідна школа» та інші товариства, коператива.
12 червня 2020 року, відповідно до розпорядження Кабінету Міністрів України № 724-р «Про визначення адміністративних центрів та затвердження територій територіальних громад Тернопільської області» увійшло до складу Підгаєцької міської громади.
19 липня 2020 року, в результаті адміністративно-територіальної реформи та ліквідації Підгаєцького району, село увійшло до складу Тернопільського району.
22 червня 2023 року рішенням №230 Національної комісії зі стандартів державної мови віднесено до списку населених пунктів, які «можуть не відповідати лексичним нормам української мови», зокрема стосуватися «російської імперської чи колоніальної політики». Громаді рекомендовано обґрунтувати доцільність збереження поточної назви або запропонувати нову назву в установленому законодавством порядку.

## Пам'ятки
Є церква святої Параскеви Терновської (початок 20 століття, мурована), капличка, «фігури» св. Анни з Пречистою Дівою Марією, Ісуса Христа на честь 2000-річчя Різдва Христового, Ангела-Хоронителя.
Споруджено пам'ятник воїнам-односельцям, полеглим у німецьо-радянській війні (1966), пам'ятник «Тризуб» на честь 5-річчя незалежності України (скульптори В. і Я. Тихі), встановлено пам'ятні хрести на честь скасування панщини (відновлено 1990), на захист від градобиття (1903, відновлено 1990), на пам'ять про Євгена Коновальця, на честь освячення полів (1990), на пам'ять про давню церкву, замок і колишнє село з невідомою назвою (1991, руїни замку і церкви зберігалися до кінця 19 ст.), на честь врятування від посухи (відновл. 1990-ті), на місці боїв УСС, пам'ятний знак Борцям за волю України (1992), тоді ж насипана могила УСС (поховано 19 січовиків, вирізьблена історія могили).
На місці старої церкви оо. Францисканців знайдено Біблію (зберігається у Бережанському музеї книги), встановлено пам'ятний хрест.

## Соціальна сфера
Працюють ЗОШ 1-2 ступенів, клуб, бібліотека, ФАП, відділення пошти, кімната «духовності» (зібрані репродукції з давніх образів села).

## Відомі люди

### У Мирному народилися
- громадські діячі Г., О. і С. Бойки,
- скульптор О. Волюх,
- художник Р. Дмитришин,
- провідник УПА Ж. Івашків,
- провідник УПА Прокопишин Іван, відзначений Срібним хрестом бойової заслуги 1-го класу (20.06.1952), Срібним хрестом заслуги (25.07.1950), Бронзовим хрестом заслуги (6.06.1948), медаллю «За боротьбу в особливо важких умовах» (5.09.1950)[6].
- кінорежисер, видавець, редактор, громадський діяч П. Кардаш,
- художник, скульптор Б. Карий,
- громадський діяч, меценат І. Кочак,
- вишивальниця М. Прокопишин,
- перекладач, драматург І. Савка,
- сотник УСС М. Саляк,
- радіожурналіст Б. Суровець-Кузишин,
- режисер П. Телюк та ін.

Проживав композитор, скрипаль В. Билов, перебував Богдан Лепкий, загинув діяч ОУН і УПА О. Безпалько.

## Галерея

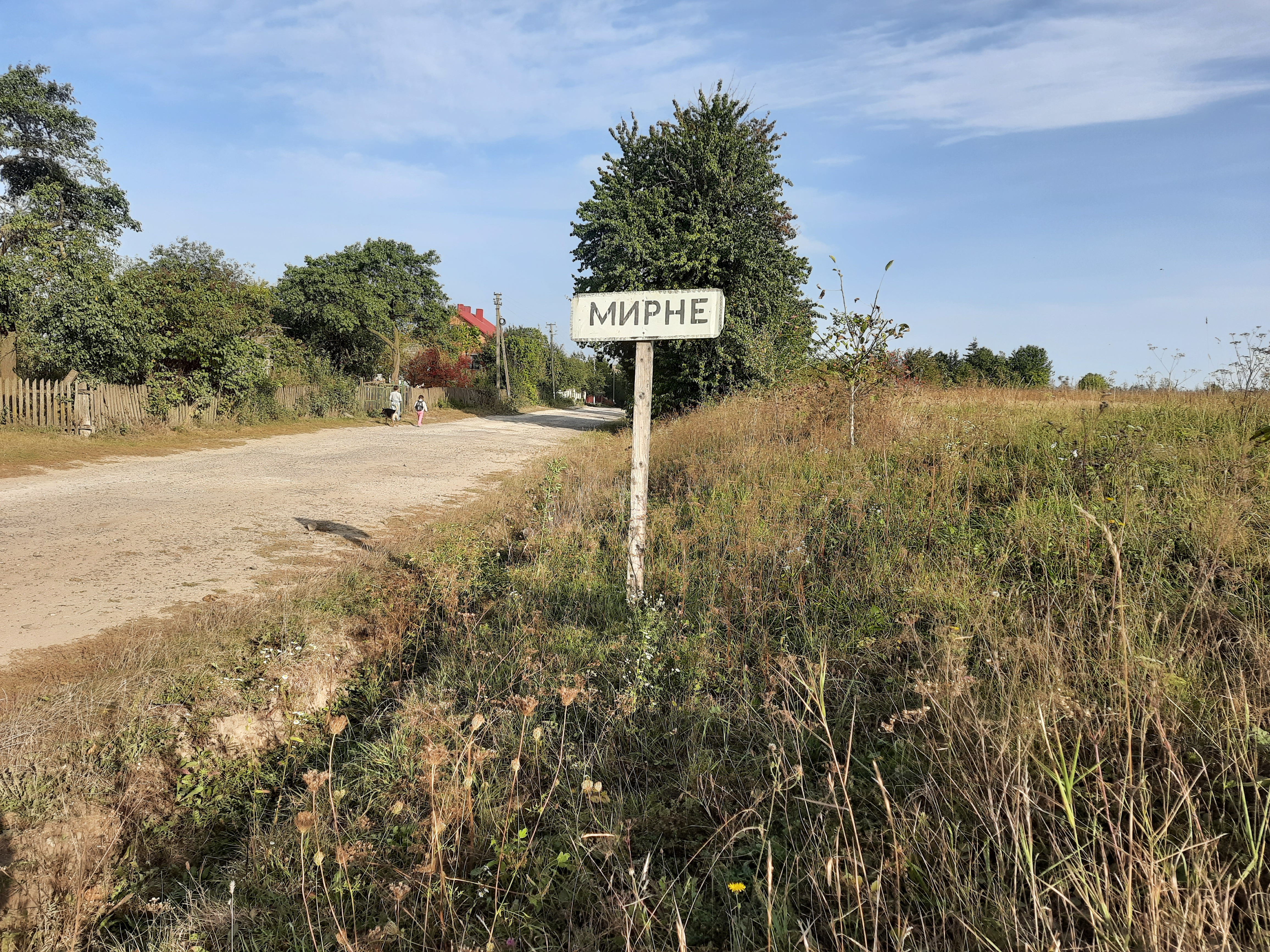
Дорожній знак при в'їзді в село
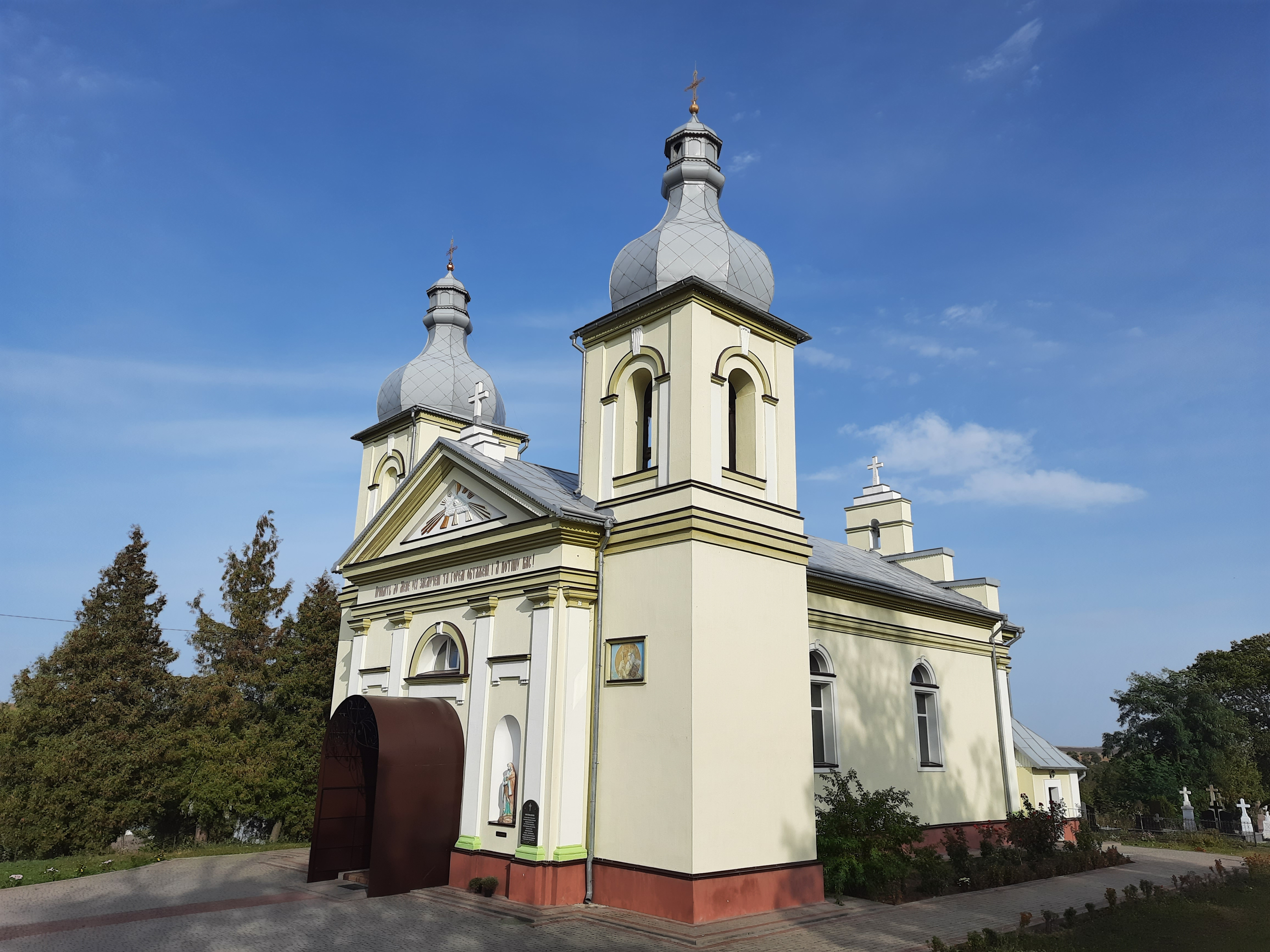
Церква Святої Параскеви Терновської
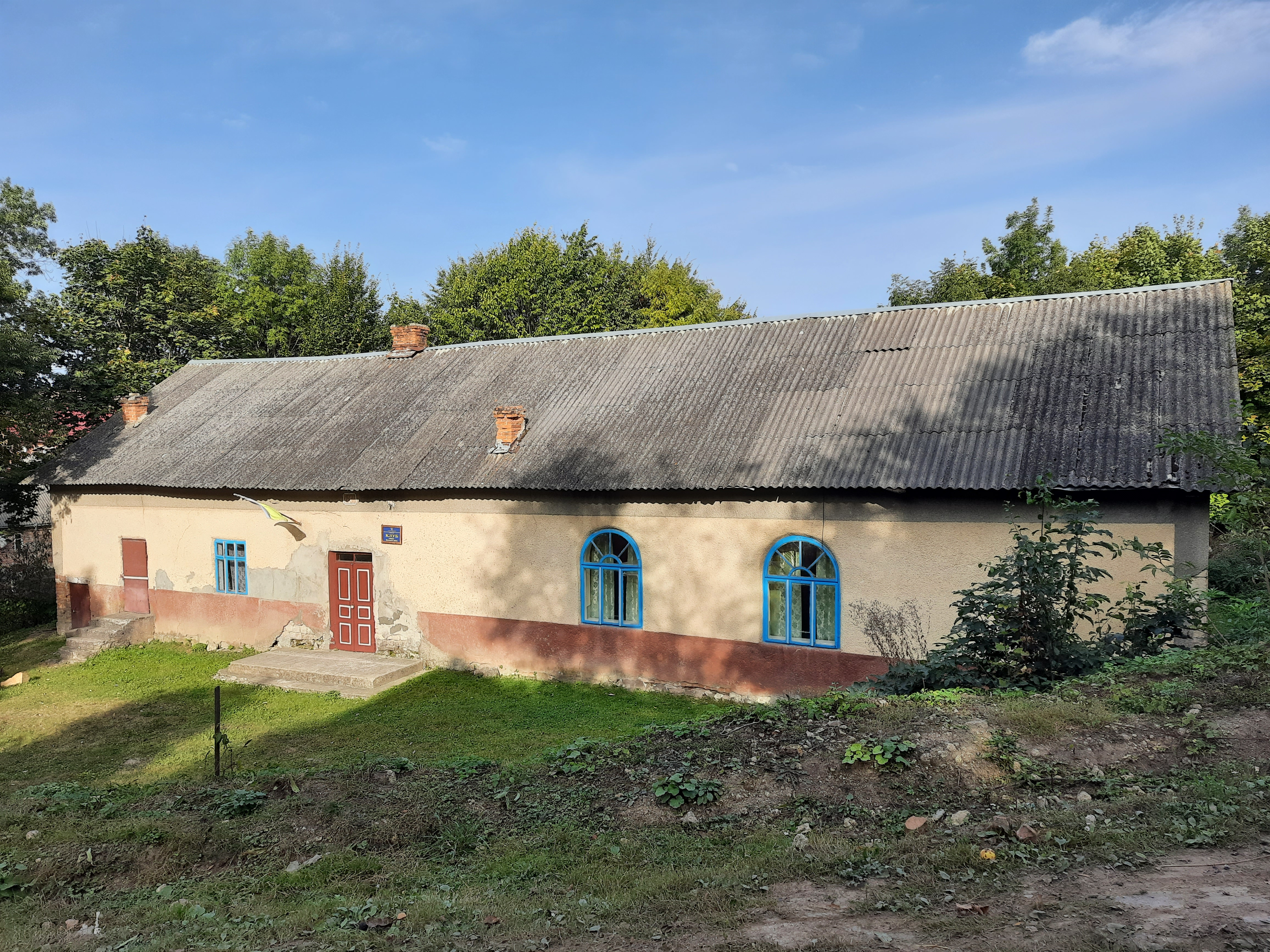
Клуб
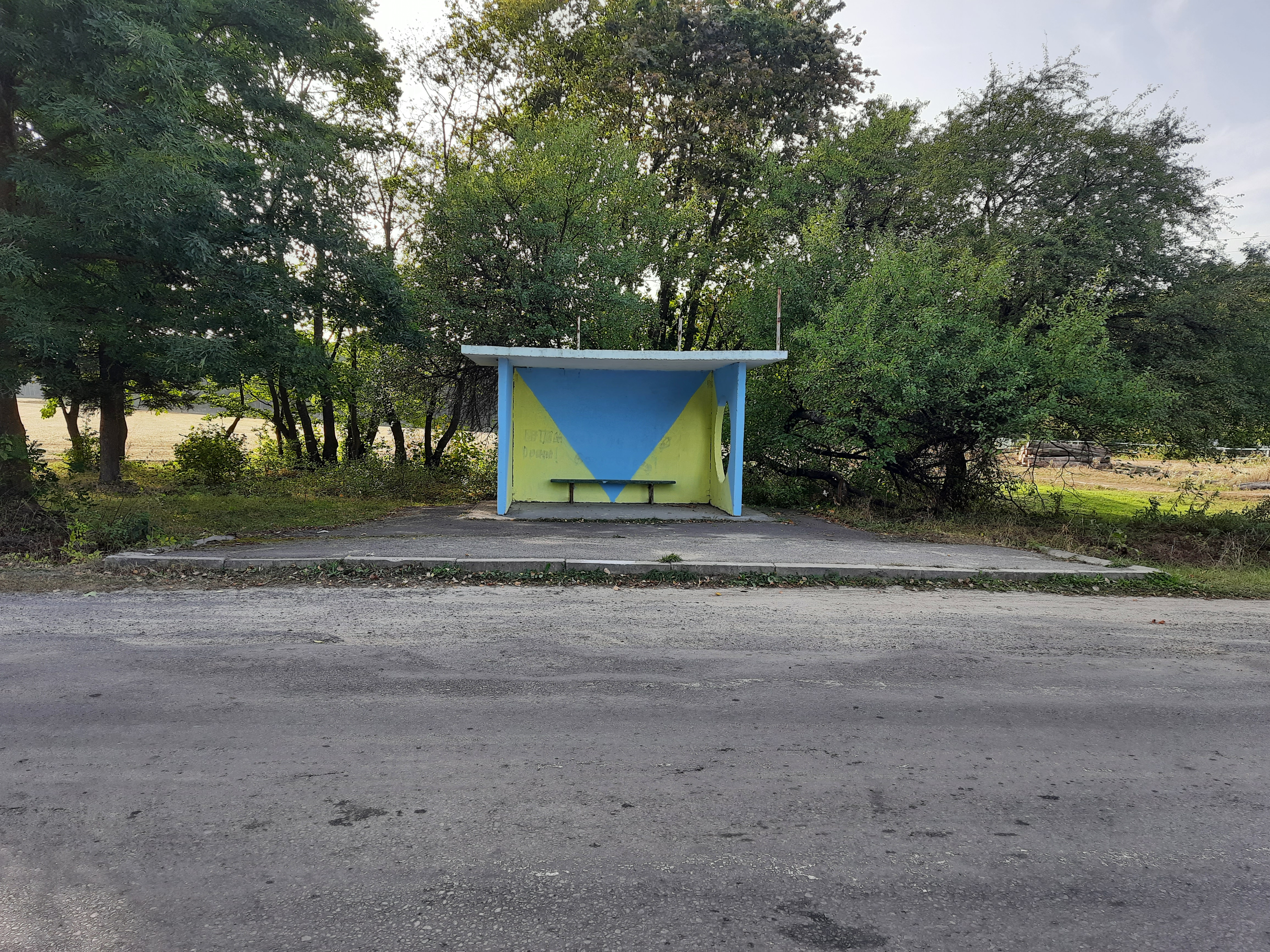
Автобусна зупинка
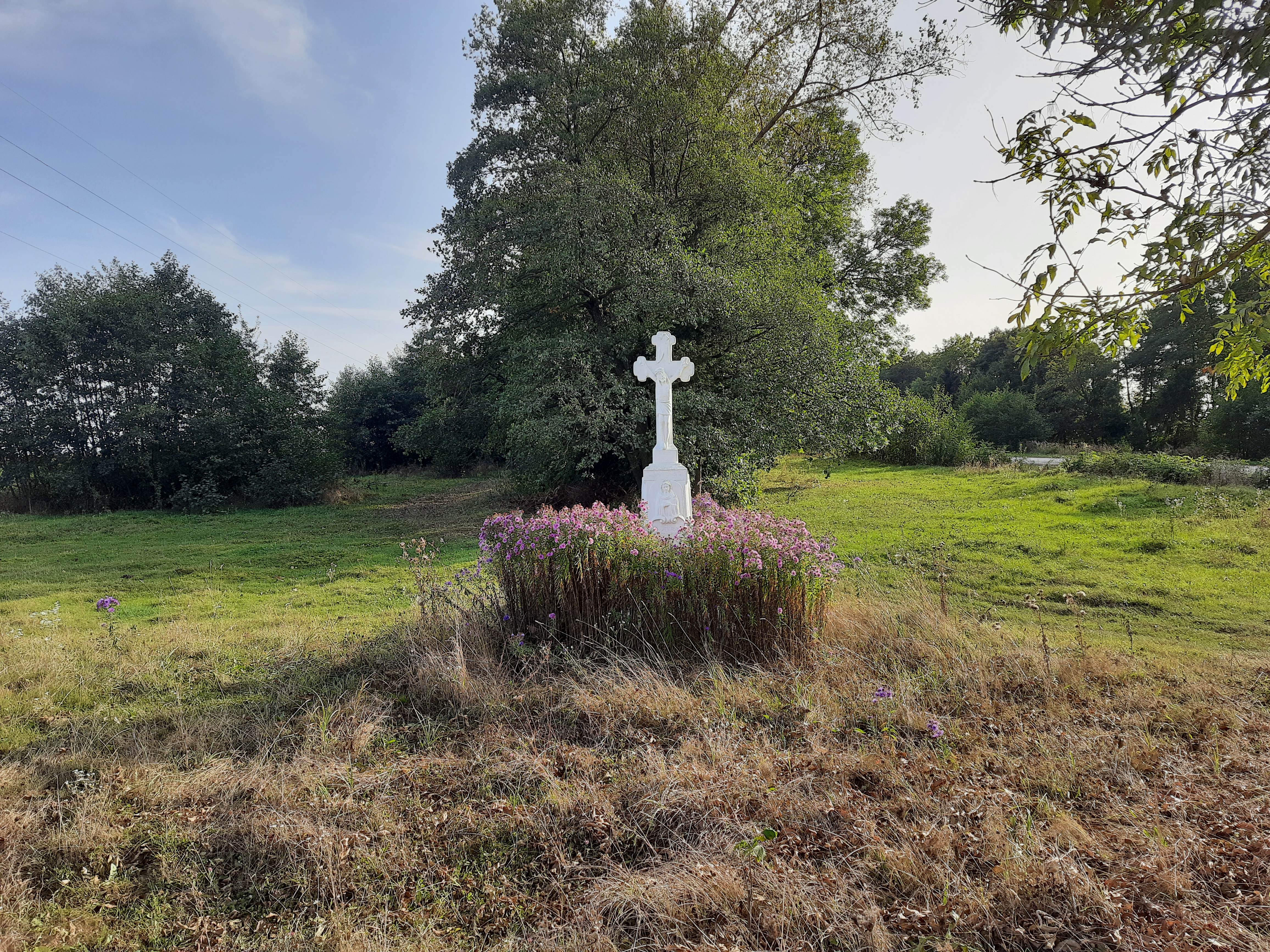
Пам'ятний хрест на околиці села